# Kvalifikacije za Svjetsko prvenstvo u nogometu 1950.
Kvalifikacijama za Svjetsko prvenstvo u Brazilu 1950. godine pristupile su 34 reprezentacije koje su se natjecale za šesnaest mjesta u glavnom turniru. Brazil, kao domaćin, i Italija, branitelj naslova, kvalificirali su se automatski ostavivši četrnaest slobodnih mjesta za reprezentacije kvalifikantice.
Preostale 32 reprezentacije podijeljene su u deset kvalifikacijskih skupina po geografskim kriterijima:
- Skupine 1-6 - Europa: 7 slobodnih mjesta za koje se bori 18 reprezentacija, uključujući Izrael i Siriju.
- Skupine 7 i 8 - Južna Amerika: 4 slobodna mjesta za koje se bori 7 reprezentacija.
- Skupina 9 - Sjeverna, Srednja Amerika i Karibi: 2 slobodna mjesta za koja se bore tri reprezentacije.
- Skupina 10 - Azija: 1 slobodno mjesto za koje se bore četiri reprezentacije.

No, zbog odustajanja Škotske, Turske i Indije nakon kvalifikacije, samo se trinaest momčadi natjecalo na glavnom turniru.
Ukupno devetnaest momčadi odigralo je barem jednu kvalifikacijsku utakmicu. 121 pogodaka je postignuto u 26 utakmica, što je prosječno 4.65 po utakmici.
Ispod su navedeni datumi i rezultati kvalifikacijskih kola.

## Skupine
Nisu sve skupine imale ista pravila:
- Skupina 1 sastoji se od četiri reprezentacije koje igraju jedna protiv druge samo jednom. Pobjednik skupine i drugoplasirani kvalificiraju se za glavni turnir.
- Skupine 2, 3 i 4 sastoje se od po tri reprezentacije. Najjača reprezentacija u svakoj skupini postavljena je za nositelja. Igraju se dva kola:
  - Prvo kolo: Postavljena reprezentacija kvalificira se izravno u posljednje kolo, dok se preostale dvije sučeljavaju dvaput (jednom kod kuće, jednom u gostima), a ukupni pobjednik tih dvoboja ide u posljednje kolo s reprezentacijom nositeljicom.
  - Posljednje kolo: Postavljena reprezentacija igra dvaput s pobjednicom prvoga kola. Igra se dvaput (jednom kod kuće, jednom u gostima), a ukupni pobjednik kvalificira se za glavni turnir.
- Skupina 5 sastoji se od tri reprezentacije koje igraju jedna protiv druge kod kuće i u gostima. Prvoplasirana se reprezentacija kvalificira za glavni turnir.
- Skupina 6 sastoji se od dvije reprezentacije koje igraju jedna protiv druge kod kuće i u gostima. Ukupni pobjednik kvalificira se za glavni turnir.
- Skupina 7 sastoji se od tri reprezentacije. Pobjednik i drugoplasirani kvalificiraju se za glavni turnir.
- Skupina 8 sastoji se od četiri reprezentacije. Pobjednik i drugoplasirani kvalificiraju se za glavni turnir.
- Skupina 9 sastoji se od tri reprezentacije koje igraju jedna protiv druge kod kuće i u gostima. Pobjednik i drugoplasirani kvalificiraju se za glavni turnir.
- Skupina 10 sastoji se od četiri reprezentacije, odakle samo pobjednik napreduje u glavni turnir.

### Skupina 1
- Napomena: Sjevernoirski nogometni savez odlučio je nastupiti pod okriljem Irskog nogometnog saveza, tako da je nastupila zajednička irska reprezentacija.

1. listopada 1949.: Belfast, Sjeverna Irska - Irska 2 - 8 Škotska 
15. listopada 1949.: Cardiff, Wales - Wales 1 - 4 Engleska
9. studenog 1949.: Glasgow, Škotska - Škotska 2 - 0 Wales
16. studenog 1949.: Manchester, Engleska - Engleska 9 - 2 Irska
8. ožujka 1950.: Wrexham, Wales - Wales 0 - 0 Irska
15. travnja 1950.: Glasgow, Škotska - Škotska 0 - 1 Engleska
| Pozicija | Momčad   | Bodovi | Odigrano | Pobjeda | Neriješeno | Poraz | Postignuti pogodci | Primljeni pogodci |
| -------- | -------- | ------ | -------- | ------- | ---------- | ----- | ------------------ | ----------------- |
| 1        | Engleska | 6      | 3        | 3       | 0          | 0     | 14                 | 3                 |
| 2        | Škotska  | 4      | 3        | 2       | 0          | 1     | 10                 | 3                 |
| 3=       | Irska    | 1      | 3        | 0       | 1          | 2     | 4                  | 17                |
| 3=       | Wales    | 1      | 3        | 0       | 1          | 2     | 1                  | 6                 |

Engleska se kvalificirala za glavni turnir. Škotska se također kvalificirala, no odlučila je povući se iz natjecanja jer je njihov savez odlučio da će nastupiti na glavnom turniru samo ako završe na prvom mjestu u kvalifikacijskoj skupini. Nakon toga, FIFA nudi mjesto Francuskoj, drugoplasiranoj reprezentaciji treće skupine, no, usprkos početnom prihvaćanju, i oni odbijaju nastupiti. FIFA je odlučila da će se Svjetsko prvenstvo te godine održati s petnaest momčadi (kasnije se pokazalo kako će na glavnom turniru nastupiti samo trinaest momčadi).

### Skupina 2

#### Prvo kolo
20. studenog 1949.: Ankara, Turska - Turska 7 - 0 Sirija
Nakon odigrane prve utakmice, Sirija se povukla iz daljnjeg natjecanja.
Turska se kvalificirala za posljednje kolo.

#### Posljednje kolo
Austrija se povukla, što je značilo da se Turska automatski kvalificirala za glavni turnir, no i Turska se kasnije povukla. FIFA nudi mjestu Portugalu, drugoplasiranoj reprezentaciji šeste skupine, no i Portugal odbija. FIFA odlučuje da će se glavni turnir održati bez dvije reprezentacije (na kraju se glavni turnir odigrao bez tri momčadi).

### Skupina 3

#### Prvo kolo
21. kolovoza 1949.: Beograd, Jugoslavija - Jugoslavija 6 - 0 Izrael
18. rujna 1949.: Tel Aviv, Izrael - Izrael 2 - 5 Jugoslavija
| Pozicija | Momčad      | Bodovi | Odigrano | Pobjeda | Neriješeno | Poraz | Postignuti pogodci | Primljeni pogodci |
| -------- | ----------- | ------ | -------- | ------- | ---------- | ----- | ------------------ | ----------------- |
| 1        | Jugoslavija | 4      | 2        | 2       | 0          | 0     | 11                 | 2                 |
| 2        | Izrael      | 0      | 2        | 0       | 0          | 2     | 2                  | 11                |

Jugoslavija se kvalificirala za posljednje kolo.

#### Posljednje kolo
9. listopada 1949.: Beograd, Jugoslavija - Jugoslavija 1 - 1 Francuska
30. listopada 1949.: Colombes, Francuska - Francuska 1 - 1 Jugoslavija
| Pozicija | Momčad      | Bodovi | Odigrano | Pobjeda | Neriješeno | Poraz | Postignuti pogodci | Primljeni pogodci |
| -------- | ----------- | ------ | -------- | ------- | ---------- | ----- | ------------------ | ----------------- |
| 1=       | Francuska   | 2      | 2        | 0       | 2          | 0     | 2                  | 2                 |
| 1=       | Jugoslavija | 2      | 2        | 0       | 2          | 0     | 2                  | 2                 |

Pošto su Francuska i Jugoslavija bili potpuno rezultatski poravnati nakon dvije utakmice, odigrana je odlučujuća utakmica na neutralnom terenu.
11. prosinca 1949.: Firenca, Italija - Jugoslavija 3 produžetci 2 Francuska
Jugoslavija se kvalificirala za glavni turnir.

### Skupina 6
2. travnja 1950.: Madrid, Španjolska - Španjolska 5 - 1 Portugal
9. travnja 1950.: Lisabon, Portugal - Portugal 2 - 2 Španjolska
| Pozicija | Momčad     | Bodovi | Odigrano | Pobjeda | Neriješeno | Poraz | Postignuti pogodci | Primljeni pogodci |
| -------- | ---------- | ------ | -------- | ------- | ---------- | ----- | ------------------ | ----------------- |
| 1        | Španjolska | 3      | 2        | 1       | 1          | 0     | 7                  | 3                 |
| 2        | Portugal   | 1      | 2        | 0       | 1          | 1     | 3                  | 7                 |

Španjolska se kvalificirala za glavni turnir.

### Skupina 7
Argentina se povukla iz kvalifikacija pa su se Čile i Bolivija automatski kvalificirali za glavni turnir.

### Skupina 8
Peru i Ekvador su se povukli iz kvalifikacija pa su se Urugvaj i Paragvaj automatski kvalificirali na glavni turnir.

## Vanjske poveznice
- Kvalifikacije za Svjetsko prvenstvo u nogometu - Francuska 1938. - FIFA-ina službena stranica  Arhivirana inačica izvorne stranice od 12. ožujka 2007. (Wayback Machine)

- Kvalifikacije za Svjetsko prvenstvo u nogometu - Francuska 1938. - RSSSF-ova službena stranica